# Eastmont (Washington)
Eastmont es un lugar designado por el censo ubicado en el condado de Snohomish en el estado estadounidense de Washington. En el año 2010 tenía una población de 20.101 habitantes.

## Geografía
Eastmont se encuentra ubicado en las coordenadas 47°53′51″N 122°10′54″O / 47.89750, -122.18167.